# Kamienica (Berg)
Die Kamienica (deutsch: Kemnitzberg) ist ein 973 m hoher Berg im schlesischen Teil des Isergebirges in Polen. Die Kamienica ist der höchste Berg im Zackenkamm in der Gemeinde Mirsk.

## Beschreibung
Der Gipfel ist vollständig mit Nadelwald bewachsen. Über den Gipfel verlaufen zwei markierte Wanderwege, der blaue von Świeradów-Zdrój nach Rybnica und der gelbe von Przecznica auf den Pass Rozdroże Izerskie. Der Berg besteht aus Gneisen.